# Numerus clausus
Een numerus clausus (Latijn: gesloten aantal) is de beperkte toelating van (bepaalde categorieën) studenten tot een opleiding met als redengeving de capaciteit van die opleiding, voorheen ook de voorkeuren van de bestuurders van de opleiding. Bij een numerus fixus is de maatschappelijke behoefte de beperkende factor. Dit inperken kan nodig zijn als er onvoldoende faciliteiten zijn om alle studenten aan te nemen die de opleiding willen volgen. Soms speelt ook een protectionistische reflex waarbij een beroepsgroep de instroom van nieuwe mensen (concurrenten) probeert in te perken. Het is daarom niet altijd duidelijk wat de werkelijke reden voor de instelling van een numerus clausus is.
In Vlaanderen zijn studenten vrij een studie uit het hoger onderwijs te kiezen en zijn er nauwelijks opleidingen met een numerus clausus, zoals de opleidingen bij het leger, of sommige kunstopleidingen. De opleidingen (dieren)geneeskunde en tandheelkunde kennen als enige opleidingen een verplicht toelatingsexamen om de instroom van nieuwe studenten te beperken. Ondertussen bestaat er in België een tekort aan huisartsen. Er komt dan ook kritiek op deze uitzonderingsregel die als een protectionistische maatregel gezien wordt.
Daarnaast melden (uitgelote) Nederlanders zich in België aan voor die richtingen waarvoor in hun eigen land een numerus fixus bestaat.
In Vlaanderen evolueert men van een numerus clausus naar een numerus fixus.

## Goederenrecht
In Nederland wordt het begrip ook gebruikt in samenhang met het goederenrecht, daar betekent het begrip dat alleen de in de wet genoemde rechten de verkrijging, het verlies of de overgang van eigendomsrechten kunnen regelen. Partijen bij een overeenkomst zijn aldus beperkt in hun contractsvrijheid, ze kunnen slechts de in de wet geregelde goederenrechtelijke rechten vestigen.